# 스티브 댈코우스키
댈코(Dalko)라는 별명을 가진 스티븐 루이스 댈코우스키(영어: Steven Louis Dalkowski, 1939년 6월 3일 ~ 2020년 4월 20일)는 마이너리그의 은퇴한 좌완 투수이다. 그는 야구 역사상 가장 빠른 공을 던진 사나이로 불리기도 하며, 시속 100 마일(160 km/h)를 넘겼을 것으로 추정되는 강속구를 가지고 있었다. 몇몇 전문가들은 그가 시속 125 마일(201 km/h)을 던졌을 것으로 믿고 있으며, 또 다른 전문가들은 시속 120 마일(190 km/h)이나 그 언저리로 던졌을 거라고 믿고 있다. 당시에 그의 구속을 정확하게 측정할 수 있는 스피드건이나 다른 속도 측정용 장비들이 갖춰져 있지 않았기 때문에 그의 실제 최고 속도는 알려져있지 않다. 이런 실제 속도의 논란과는 상관 없이 강속구로 인하여 그는 하얀 번개(White Lightning)이라는 별명을 갖게 되었다. 메이저리그에 발을 들여보지도 못한, B급 마이너리거로 마무리한 그의 경력에도 불구하고 1966년에 스포팅 뉴스 기사는 그의 은퇴를 두고 "살아있는 전설이 떠났다"라고 표현하기까지 했다.
댈코우스키는 예측이 불가능한 기량과 들쑥날쑥한 제구력으로도 유명했다. 그의 알콜 중독 증세와 폭력적인 행동은 은퇴 이후 그를 힘들게 만들었다. 야구를 그만둔 이후 그는 오랜 세월을 떠돌이 노동자로 근근히 생계를 이어가며 알콜 중독자로 살아갔다. 1990년대 들어서야 그는 회복이 되었지만 알콜 중독의 여파로 치매에 걸렸으며, 1960년대 중반 이후의 자기의 삶을 기억하지 못하고 있다.
시나리오 작가이자 영화 감독인 론 셸튼은 볼티모어 산하 마이너리그 팀 소속으로 댈코우스키 직후에 활약했다. 그의 1988년 영화인 <불 더햄(Bull Durham)>에는 셸튼이 댈코우스키에 대하여 들었던 이야기를 토대로 묘사한 <"핵무기" 라로쉬>(팀 로빈스 역)라는 인물이 나온다. 브랜든 프래이저가 연기한 영화 <스카웃(The Scout)>의 캐릭터 역시 댈코우스키를 모델로 삼고 있다. 1970년에 <스포츠 일러스트레이티드>의 팻 조던은 그에 관해 이렇게 이야기하기도 했다. "댈코우스키에 대한 이야기들은 과장되지 않을 수 없었고 허구와 사실이 구분되는 것이 불가능할 지경에 이르렀다. 허나 그것들이 어떻게 미화되었던 간에, 하나의 사실만은 분명하다. 댈코우스키가 야구 역사상 그 어떤 프로선수보다도 한 이닝에 더 많은 삼진을 잡았고 동시에 더 많은 볼넷을 기록했다는 것 말이다."

## 야구 경력
댈코우스키는 고등학교에서 야구를 시작했으며, 동시에 풋볼에서는 뉴 브리튼 고등학교의 쿼터백으로 활약하기도 했다. 그가 풋볼팀에 있는 동안 팀이 1955년과 1956년에 걸쳐 두번 디비전 챔피언을 차지하기도 했다. 그러나 그는 야구에서 가장 탁월하였으며, 한 경기에 24명의 타자를 삼진으로 잡은 코네티컷주 기록을 가지고 있다.
1957년에 고등학교를 졸업한 후 댈코우스키는 곧바로 볼티모어 오리올스와 4,000 달러의 사이닝 보너스에 계약을 맺고 테네시주 킹스포트에 위치한 D 클래스의 마이너리그 조직에서 활동을 하기 시작했다. 그는 야구 경력 전부를 마이너리그에서 보냈으며, 9년의 경력 동안 9개의 리그에서 뛰었다. 오리올스의 홈 구장이었던 메모리얼 스타디움(볼티모어 오리올스의 현 홈구장인 캠든 야즈 이전에 오리올스가 1991년까지 홈 구장으로 사용했던 구장)에는 1959년의 시범 경기 기간에 등판한 것이 유일했다.

## 야구 은퇴 이후의 삶
댈코우스키는 1965년에 교사인 린다 무어와 베커스필드에서 결혼했으나 2년 뒤에 이혼했다. 돈벌이가 되는 일자리를 찾지 못해서 그는 떠돌이 노동자가 되었다. 그는 알코올 남용에 의한 문제를 겪기도 했다. 선수일 때도 폭음을 했었지만 은퇴 후에는 음주량이 더 늘어났다. 1974년부터 1992년까지 전미프로야구선수협회(APBPA)로부터 지원을 받았고 재활을 했었다. 그 시기엔 일자리를 구할 수 있었고 몇 달간은 술에서 벗어나는 듯 했으나 곧 다시 음주에 빠져들었다. 재활을 위하여 지원 받은 돈을 술을 사는데 탕진하였기 때문에 APBPA는 그에 대한 재정적인 지원을 중단하였다.
1980년대에는 건강 상태가 좋지 못해 일을 할 수 없었고, 80년대 말에는 캘리포니아에 있는 작은 아파트에서 살고 있었다. 이 기간 중에 그는 버지니아라고 하는 모텔 직원과 결혼하였고 그녀를 따라 1993년 오클라호마 시티로 이사하였다. 버지니아는 뇌동맥류로 1994년 사망했다. 댈코우스키는 뉴 브리튼의 장기 요양 보호 시설에서 수년간 지냈다. 2003년 인터뷰에서 그는 1964년부터 1994년까지 일어났던 삶의 사건들을 기억하지 못한다고 고백했다.
2009년 7월 19일, 댈코우스키는 야구에 대한 이야깃거리(?)에 미친 공로를 인정받아 불멸의 전당(Shrine of the Eternals)에 입성하였다. 1970년 스포츠일러스트레이티드의 댈코우스키에 대한 소개는 이렇게 끝을 맺고 있다. "그의 실패는 결핍의 일종이 아니라 과잉의 일종이었다. 그는 너무 빨랐다. 그의 공은 너무 많이 움직였다. 그의 재능은 너무나도 초인적이었다... 중요한 건 오직 단 한번, 단지 단 한번, 스티브 댈코우스키가 테드 윌리엄스가 결코 볼 수 조차 없었던 강속구를 뿌렸다는 것이다. 어느 누구도 그렇게 주장하지 않았었다."